# Natrium (réacteur)
Natrium est le nom donné au réacteur que comptent installer l'entreprise TerraPower et General Electric Hitachi Nuclear (GEH). Le réacteur sera construit dans l'état du Wyoming aux États-Unis. 

## Contexte
La société a reçu 80 millions de dollars du département américain de l'énergie.
En décembre 2022, le projet de réacteur de démonstration Natrium est repoussé d'au moins deux ans à la suite de l'invasion de l'Ukraine par la Russie, car l'unique source de combustible nucléaire HALEU (high-assay low-enriched uranium) est russe. Ce combustible est de l'uranium enrichi entre 5 % et 20 %.

## Aspect technique
Le réacteur Natrium devrait être composé d'un réacteur rapide refroidi au sodium de 345 MWe et d'un système de stockage de sels fondus analogue à ceux des centrales solaires thermodynamiques. Le réacteur est conçu pour faire du suivi de charge et donc s’intégrer dans un mix électrique à forte proportion d'énergie renouvelable intermittente (solaire, éolien, ...). La combinaison du réacteur et de son stockage de sels fondus pourrait fournir une puissance électrique de 500 MWe pendant plus de cinq heures. Le réacteur devrait produire moins de déchet qu'un réacteur conventionnel. Le réacteur utilise l'uranium comme combustible. TerraPower espère que la construction de l'usine sera achevée en 2030,.

## Sources et références
1. ↑  (en) Bill Gates-backed nuclear demonstration project in Wyoming delayed because Russia was the only fuel source, CNBC, 16 décembre 2023.
2. ↑  Raounek Berbagui, « TerraPower et Bechtel collaborent pour le réacteur Natrium », sur EnergyNews, 22 octobre 2020 (consulté le 29 juillet 2021)
3. ↑  The Natrium™ technology is one of the fastest and lowest-cost paths to advanced clean energy that can change the world, natriumpower.com.
4. ↑  Quitterie Holsteyn, « Bill Gates lance la Construction du 1er Réacteur Natrium », sur EnergyNews, 3 juin 2021 (consulté le 29 juillet 2021)
5. ↑  « Natrium : nucléaire et stockage | Revue Générale Nucléaire | SFEN », sur www.sfen.org (consulté le 29 juillet 2021)
6. ↑  (en) William Kim, « Exclusive: Bill Gates on the future of nuclear energy, AI », ABC News,‎ 8 mai 2023 (lire en ligne)